# Gare de Dolce Vita GR 20 (Calvi)
Gare de Dolce Vita GR 20 vasútállomás Franciaországban, Calvi településen.

## Vasútvonalak
Az állomást az alábbi vasútvonalak érintik:
- Ponte-Leccia-Calvi-vasútvonal

## Kapcsolódó állomások
A vasútállomáshoz az alábbi állomások vannak a legközelebb:
- Gare de Camp-Raffali GR 20
- Gare du Club Olympique